# Філіповиці (Прошовицький повіт)
Філіповиці (пол. Filipowice) — село в Польщі, у гміні Кошиці Прошовицького повіту Малопольського воєводства.
Населення — 144 особи (2011).
У 1975-1998 роках село належало до Келецького воєводства.

## Демографія
Демографічна структура станом на 31 березня 2011 року:
|          | Загалом | Допрацездатний вік | Працездатний вік | Постпрацездатний вік |
| -------- | ------- | ------------------ | ---------------- | -------------------- |
| Чоловіки | 72      | 13                 | 42               | 17                   |
| Жінки    | 72      | 12                 | 37               | 23                   |
| Разом    | 144     | 25                 | 79               | 40                   |